# Edwin Geist
Edwin Ernst Moritz Geist (ur. 31 lipca 1902 w Berlinie, zm. 10 grudnia 1942 w Kownie) – niemiecki dziennikarz, kompozytor i dyrygent, pracownik litewskiego radia, zamordowany przez Niemców w kowieńskim getcie.
W 1937 Izba Muzyki Rzeszy odebrała mu prawo do wykonywania zawodu ze względu na żydowskie pochodzenie. Po roku wyemigrował do Kowna, gdzie poślubił litewską pianistkę Lidę Bagrianski. W 1941 został zamknięty wraz z żoną w kowieńskim getcie, dopiero na wiosnę przyszłego roku udało mu się z niego wydostać, w sierpniu dołączyła do niego małżonka. W 1942 Geist został aresztowany i zabity przez Gestapo.
Utwory Geista zostały spopularyzowane w latach siedemdziesiątych XX wieku przez litewskiego dyrygenta Juozasa Domarkasa, później rękopisy z jego nutami znaleziono również w archiwum muzycznym Biblioteki Narodowej w Berlinie.
W 2002 Rosyjski Teatr Dramatyczny na Pohulance wystawił sztukę Powrót Dionizosa według Geista, a pięć lat później Niemieckie Forum Kultury Europy Środkowej i Wschodniej wydało płytę CD Edwin Geist. Muzyka kameralna i pieśni.